# 1 500 mètres nage libre féminin aux Jeux olympiques d'été de 2020
Navigation
Paris 2024
Le 1500 m nage libre femmes est une épreuve des Jeux olympiques d'été de 2020 qui a eu lieu les 26 et 28 juillet au Centre aquatique olympique de Tokyo.

## Records
Avant cette compétition, les records dans cette discipline étaient :
| Record du monde | 15:20.48 | Katie Ledecky | 16 mai 2018 | Indianapolis, États-Unis |

Le record suivant a été établi pendant la compétition :
| Date       | Tour    | Nom           | Nationalité | Temps    | Record |
| ---------- | ------- | ------------- | ----------- | -------- | ------ |
| 26 juillet | Série 5 | Katie Ledecky | États-Unis  | 15:35.35 | OR     |

## Programme
L'épreuve de 1500 m nage libre se déroule sur deux jours suivant le programme suivant :
Tous les horaires correspondent à l'UTC+9
| Date                     | Horaire | Manche |
| ------------------------ | ------- | ------ |
| Lundi 26 juillet 2021    | 20 h 32 | Séries |
| Mercredi 28 juillet 2021 | 11 h 54 | Finale |

## Médaillés
| Or            | Argent         | Bronze       |
| Katie Ledecky | Erica Sullivan | Sarah Köhler |

## Résultats

### Séries
Les huit meilleures nageuses se qualifient pour les demi-finales.
| Rang | Série | Ligne | Nom                        | Nationalité      | Temps    | Remarques |
| ---- | ----- | ----- | -------------------------- | ---------------- | -------- | --------- |
| 1    | 5     | 4     | Katie Ledecky              | États-Unis       | 15:35.35 | Q, OR     |
| 2    | 5     | 5     | Wang Jianjiahe             | Chine            | 15:41.49 | Q, AR     |
| 3    | 4     | 3     | Erica Sullivan             | États-Unis       | 15:46.67 | Q         |
| 4    | 4     | 4     | Simona Quadarella          | Italie           | 15:47.34 | Q         |
| 5    | 4     | 6     | Anastasiya Kirpichnikova   | ROC              | 15:50.22 | Q, NR     |
| 6    | 5     | 3     | Sarah Köhler               | Allemagne        | 15:52.67 | Q         |
| 7    | 4     | 5     | Maddy Gough                | Australie        | 15:56.81 | Q         |
| 8    | 5     | 7     | Kiah Melverton             | Australie        | 15:58.96 | Q         |
| 9    | 5     | 2     | Ajna Késely                | Hongrie          | 15:59.80 |           |
| 10   | 4     | 7     | Li Bingjie                 | Chine            | 15:59.92 |           |
| 11   | 4     | 1     | Merve Tuncel               | Turquie          | 16:00.51 |           |
| 12   | 3     | 6     | Viktória Mihályvári-Farkas | Hongrie          | 16:02.26 |           |
| 13   | 4     | 2     | Martina Caramignoli        | Italie           | 16:02.43 |           |
| 14   | 5     | 8     | Kristel Köbrich            | Chili            | 16:09.09 |           |
| 15   | 5     | 1     | Mireia Belmonte            | Espagne          | 16:11.68 |           |
| 16   | 3     | 5     | Julia Hassler              | Liechtenstein    | 16:12.55 | NR        |
| 17   | 3     | 1     | Deniz Ertan                | Turquie          | 16:13.22 |           |
| 18   | 4     | 8     | Jimena Pérez               | Espagne          | 16:15.99 |           |
| 19   | 2     | 4     | Marlene Kahler             | Autriche         | 16:20.05 | NR        |
| 20   | 3     | 3     | Viviane Jungblut           | Brésil           | 16:21.29 |           |
| 21   | 1     | 4     | Katrina Bellio             | Canada           | 16:24.37 |           |
| 22   | 3     | 7     | Tamila Holub               | Portugal         | 16:25.16 |           |
| 23   | 3     | 2     | Diana Durães               | Portugal         | 16:29.15 |           |
| 24   | 2     | 5     | Beatriz Dizotti            | Brésil           | 16:29.37 |           |
| 25   | 2     | 6     | Helena Rosendahl Bach      | Danemark         | 16:29.56 |           |
| 26   | 2     | 3     | Eve Thomas                 | Nouvelle-Zélande | 16:29.66 |           |
| 27   | 3     | 4     | Celine Rieder              | Allemagne        | 16:32.57 |           |
| 28   | 2     | 2     | Han Da-kyung               | Corée du Sud     | 16:33.59 |           |
| 29   | 5     | 6     | Delfina Pignatiello        | Argentine        | 16:33.69 |           |
| 30   | 3     | 8     | Katja Fain                 | Slovénie         | 16:35.92 |           |
| 31   | 2     | 7     | Hayley McIntosh            | Nouvelle-Zélande | 16:44.43 |           |
| 32   | 1     | 5     | Arianna Valloni            | Saint-Marin      | 16:54.64 |           |
| 33   | 1     | 3     | Sasha Gatt                 | Malte            | 16:57.47 |           |

### Finale
Katie Ledecky remporte la finale du 1500 m nage libre.
| Rang | Ligne | Nom                      | Nationalité | Temps    | Remarques |
| ---- | ----- | ------------------------ | ----------- | -------- | --------- |
| 1    | 4     | Katie Ledecky            | États-Unis  | 15:37.34 |           |
| 2    | 3     | Erica Sullivan           | États-Unis  | 15:41.41 |           |
| 3    | 7     | Sarah Köhler             | Allemagne   | 15:42.91 | NR        |
| 4    | 5     | Wang Jianjiahe           | Chine       | 15:46.37 |           |
| 5    | 6     | Simona Quadarella        | Italie      | 15:53.97 |           |
| 6    | 8     | Kiah Melverton           | Australie   | 16:00.36 |           |
| 7    | 2     | Anastasiya Kirpichnikova | ROC         | 16:00.38 |           |
| 8    | 1     | Maddy Gough              | Australie   | 16:05.81 |           |